# 美國職棒明星賽前全壘打紀錄
以下列表是在明星賽之前打出30支以上全壘打的美國職棒球員。
注意： 美國職棒明星賽直到1933年才舉行。 此外，明星賽不在球季中(第81場)舉行。 通常每個球季都是在第90場比賽才舉行。 最近幾年，由於新增跨聯盟比賽，在季中第90場比賽才舉行。 